# Fort Alcatraz
Fort Alcatraz (anche noto con il nome di Fortezza di Alcatraz) era una fortificazione militare costiera dell'esercito statunitense posta sull'Isola di Alcatraz presso la foce della baia di San Francisco in California, parte delle fortificazioni del Terzo Sistema anche se da esse profondamente diversa. Inizialmente completata nel 1859, la struttura venne utilizzata per allenare le reclute e per le unità della guerra civile americana dal 1861 e divenne dal 1868 una prigione militare. I principali miglioramenti, per via dell'evoluzione dell'artiglieria, si ebbero dagli anni '70 dell'Ottocento, ma non vennero mai portati a compimento in quanto il luogo incominciò a ospitare più celle che cannoni, cambiando la propria vocazione. Il sito fu oggetto di rifacimenti profondi in occasione del piano di Endicott Board per la difesa della baia. Il primo blocco di celle vero e proprio venne eretto tra il 1910 e il 1912. Nel 1933-1934, venne modernizzato e divenne la Prigione di Alcatraz.

## Storia

### I primi anni
Gruppi di nativi americani noti col nome di Ohlone, furono i primi abitanti noti dell'isola. Questi cacciavano uova di uccelli e altri prodotti, ma generalmente non vivevano in maniera permanente sull'isola per la mancanza d'acqua.

### Il XIX secolo

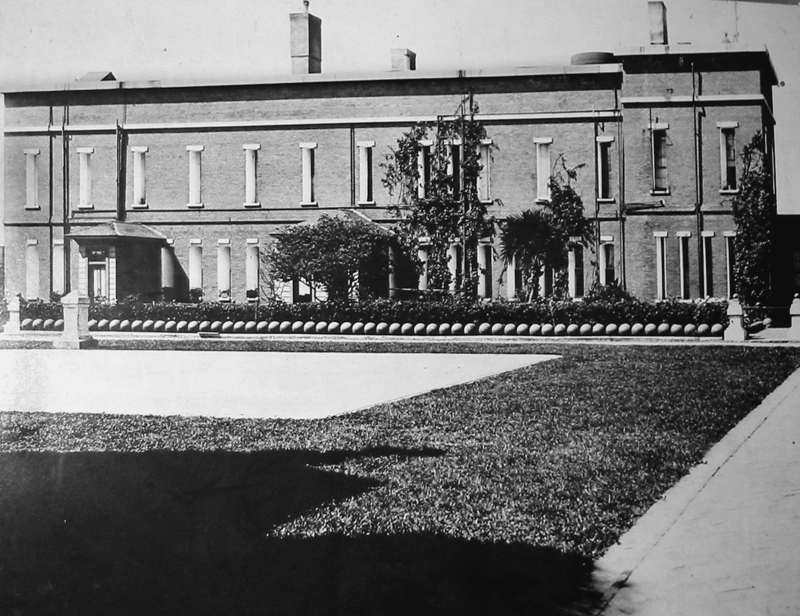
La cittadella di Alcatraz, completata negli anni '50 dell'Ottocento e rasa al suolo nel 1909; fotografia del 1908

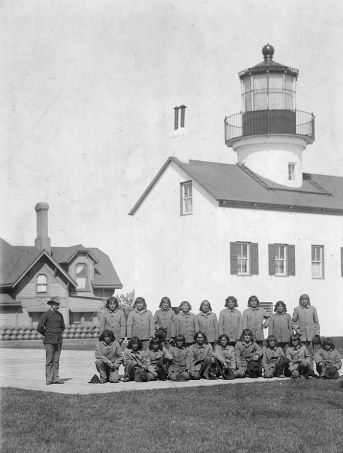
Prigionieri di etnia Hopi presso la cittadella di Alcatraz

Le prime testimonianze di insediamento sull'isola di Alcatraz risalgono al suo primo proprietario ufficiale, William Workman, della famiglia Workman-Temple a cui l'isola venne data dal governatore messicano Pío Pico nel giugno del 1846, col proposito che Workman vi costruisse un faro per la navigazione. Workman era co-proprietario di Rancho La Puente e amico personale di Pio Pico. Nel 1846, come governatore militare della California, John C. Frémont, campione della teoria del "Destino manifesto" e leader della Repubblica della California, comprò l'isola per 5 000 dollari in nome del governo degli Stati Uniti da Francis Temple. Nel 1850, il presidente Millard Fillmore ordinò che l'isola di Alcatraz fosse destinata a uso esclusivo dell'esercito degli Stati Uniti, a seguito dell'acquisizione della California dal Messico dopo la guerra messico-statunitense. Frémont attese una sostanziosa controparte in denaro per la cessione dell'isola, ma il governo statunitense dichiarò non valido il suo acquisto e non pagò Frémont. Frémont e i suoi eredi ingaggiarono dunque col governo una battaglia legale che si protrasse sino agli anni '90 dell'Ottocento, ma senza successo.
Con l'acquisizione della California da parte degli Stati Uniti, come risultato del Trattato di Guadalupe Hidalgo (1848) che pose fine alla guerra messico-statunitense, e l'inizio della corsa all'oro californiana l'anno successivo, l'esercito statunitense incominciò a studiare la possibilità di porre sull'isola di Alcatraz delle batterie costiere d'artiglieria per proteggere la Baia di San Francisco. Nel 1853, sotto la direzione di Zealous B. Tower, ingegnere dell'esercito, si iniziò la fortificazione dell'isola che continuò sino al 1859 per un costo totale di 87.698 dollari. La prima parte costruita fu la "cittadella" della fortezza. Nelle altre costruzioni del cosiddetto Terzo Sistema, la cittadella che è il cuore della fortezza viene solitamente mascherata dal fuoco diretto da altre strutture di solida costruzione, ma ciò non venne fatto ad Alcatraz. La parte superiore dell'isola venne accerchiata da mura costruite in pietra e mattoni che modificarono pesantemente il paesaggio naturale. 
Presso il molo, vennero costruite delle caserme fortificate secondo disegni più convenzionali.
Venne costruito infine un faro per la navigazione e vennero predisposte 11 batterie di cannoni.

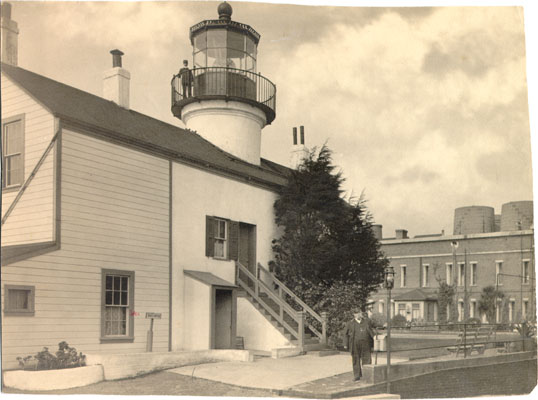
Il faro e la cittadella nel 1893 circa

L'ingegnere dell'esercito James B. McPherson, famoso generale della guerra civile in seguito, fu uno dei primi comandanti a prestare servizio ad Alcatraz nel 1858. Nel 1859 il capitano Joseph Stewart divenne comandante del forte.
Sin dal 1859, la fortezza di Alcatraz venne utilizzata anche come carcere militare, ospitando soprattutto dal 1863 i prigionieri della guerra civile, oltre a privati cittadini accusati di tradimento.
Il numero delle celle venne incrementato nel 1867 e nuovamente nel 1868. Alcatraz fu un punto cruciale della difesa nel corso della guerra civile americana (1861–1865), con 111 cannoni attorno all'isola e nella parte più alta di essa, e fu utilizzato anche come accampamento di guerra. Durante la guerra civile le forze federate locali si adoperarono per cercare di frenare gli scontri locali tra unionisti e confederati anche tra la popolazione della California, proteggendo San Francisco. Nel 1864 la prigione venne dotata di cannoni Rodman da 38 cm e vennero costruite delle caserme a prova di bombardamento. Alla fine della guerra civile erano più di un centinaio i pezzi d'artiglieria sull'isola.

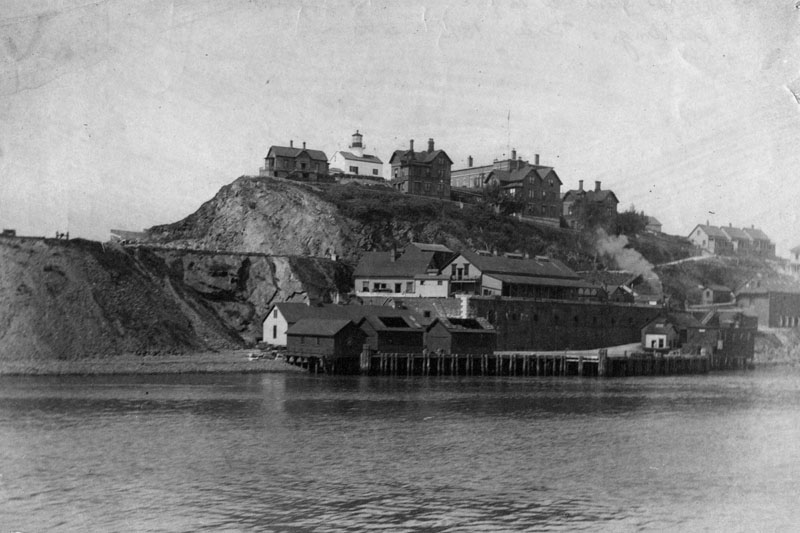
L'isola di Alcatraz nel 1895

Con la fine della guerra civile, la prigione militare ospitò molti dei confederati che avevano festeggiato la morte del presidente Lincoln. Durante le guerre indiane che seguirono alla guerra civile, gli indiani che si opponevano al governo vennero spesso inviati nella prigione di Alcatraz. Il 5 giugno 1873, Paiute Tom fu il primo nativo americano a essere imprigionato sull'isola, trasferito da Camp McDermit nel Nebraska. Negli anni '70 dell'Ottocento, il maggiore George Mendell ordinò che i prigionieri, con l'ausilio di muli, creassero un'area livellata sull'isola. Nel 1882, la cittadella venne espansa ulteriormente per lasciare spazio alle residenze delle famiglie degli ufficiali che erano impiegati ad Alcatraz. Tra il 1873 e il 1895, 32 nativi americani vennero imprigionati nella cittadella di Alcatraz, tra cui 19 Hopi dal gennaio all'agosto del 1895 per poi essere trasferiti a Fort Defiance. L'isola continuò a svilupparsi ancora e nel 1898 la popolazione di Alcatraz era già salita a 450 individui per la presenza di molti prigionieri della guerra ispano-americana e pertanto si rese necessaria la costruzione di nuove strutture. Le caserme originarie si evolvettero in quello che divenne l'Edificio 64 nel 1905. Il primo ospedale ad Alcatraz aprì i battenti nel 1893.
Con l'aumento del numero di prigionieri sull'isola, venne richiesto nuovo spazio e quindi venne costruita una nuova prigione, in legno. A ogni modo le celle erano anch'esse realizzate in legno e quindi soggette a frequenti incendi; si rese pertanto necessario costruirle in muratura.

### Il XX secolo
Durante la guerra ispano-americana, il numero dei prigionieri giunse a 461 nel 1902. Nel 1904, le strutture della nuova prigione vennero ampliate ancora una volta aggiungendo posti per 307 prigionieri.
Alcatraz venne rinominata "Pacific Branch, U.S. Military Prison" nel 1907, e la cittadella militare sull'isola acquisì sempre minore importanza rispetto al suo ruolo come carcere.

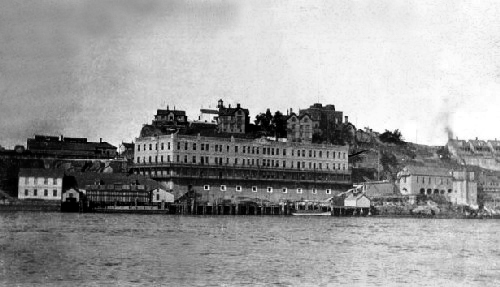
Veduta dell'isola e della cittadella nel 1908

Alcatraz risentì poco del tragico terremoto di San Francisco del 1906 che invece devastò la città sulla terraferma, ma ne subì le conseguenze: molti dei carcerati che si trovavano in altre prigioni sul continente, vennero trasferiti ad Alcatraz mentre le carceri venivano ristrutturate. Nel 1907, la cittadella di Alcatraz perse ogni sua funzione a scopo militare. Quando parte della cittadella originaria collassò nel 1908, essa venne definitivamente demolita nel 1909 per creare una vera e propria prigione che divenne nota col soprannome popolare di "The Rock" (la roccia). La nuova prigione venne costruita interamente in calcestruzzo tra il 1910 e il 1912 sotto la direzione del colonnello Reuben Turner per un costo di 250.000 dollari. Molti dei tunnel sotterranei della cittadella originaria rimasero comunque al loro posto e sono visitabili e accessibili tutt'oggi. Questa struttura venne riammodernata nel 1934 quando la prigione venne re-inaugurata come penitenziario federale, la famosa prigione di Alcatraz che rimarrà operativa sino alla sua chiusura nel 1963.
Nel 1915 il forte di Alcatraz venne rinominato "Pacific Branch, U.S. Disciplinary Barracks", a sottolineare il valore riabilitativo della struttura carceraria. I soldati che avessero compiuto crimini minori, qui venivano riabilitati con un percorso, dopo il quale potevano tornare a prestare servizio nell'esercito. Malgrado la fama di prigione militare, diversi soldati riuscirono a fuggire nel corso di quegli anni.

#### Il trasferimento al dipartimento di giustizia
A corto di denaro e di personale militare, l'esercito decise di trasferire la proprietà della prigione di Alcatraz allo stato che ne fece una prigione di massima sicurezza per contrastare le recrudescenze militari del Proibizionismo e dell'ondata di crimini successiva alla grande depressione.
Ebbe così inizio un programma di restauro dell'intera prigione nell'ottobre del 1933 e il penitenziario federale di Alcatraz venne ufficialmente aperto nell'agosto del 1934, ponendo fine perciò agli ottant'anni di presenza dell'esercito statunitense in loco. 32 prigionieri d'esercito rimasero ad Alcatraz mentre il resto di loro venne spostato nel carcere di Fort Leavenworth in Kansas, in quello di Atlanta, a Fort Jay, nel New Jersey e altrove.

## Architettura

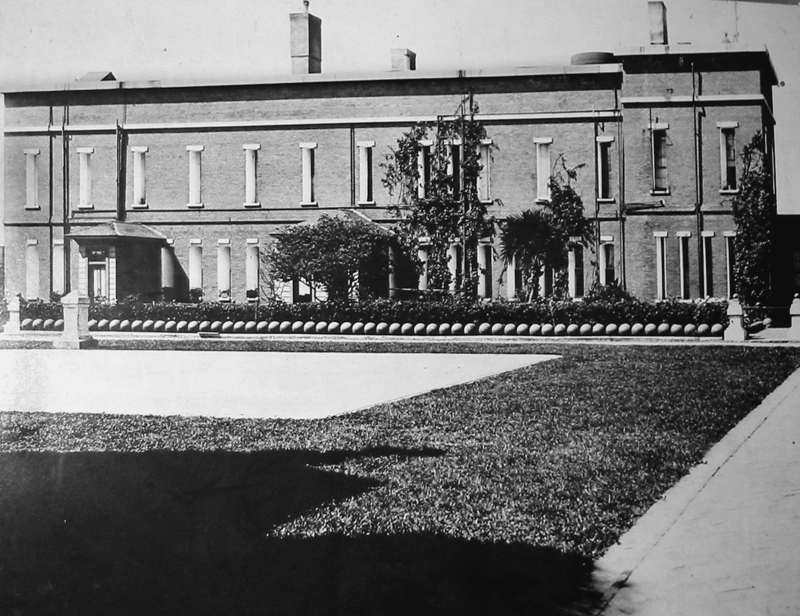
La cittadella nel 1908

Il mezzo principale di accesso all'isola era la nave General McPherson. Dopo lo sbarco al molo, era possibile accedere alla cittadella attraverso una porta di sicurezza, risalendo l'isola, attraversando un ponte levatoio su un fossato secco profondo tre metri e mezzo. Il forte poteva ospitare nella sua età d'oro circa 200 uomini e rifornimenti per almeno quattro mesi. La cittadella di Alcatraz era composta di un'area sotterranea che conteneva la cucina, la panetteria, le stanze da letto, i magazzini e le celle della prigione, oltre a due livelli fuori terra che contenevano i quartieri del personale militare, l'area della servitù e tutto quanto era funzionale al suo funzionamento. L'acqua era conservata in apposite riserve interrate o sul tetto della cittadella stessa. Tra le altre strutture si contavano delle batterie d'artiglieria a nord, le caserme a nordest, una batteria a sud, una a ovest e una a nordovest, oltre al faro nei pressi della cittadella. La Batteria McClellan era equipaggiata con cannoni Rodman da 38 cm, capaci di lanci a 4 km di distanza con angolatura a 25°. Il Parade Grounds si trovava al centro del complesso. Quando venne costruita la nuova prigione in calcestruzzo nel 1910–1912, vennero mantenute alcune scalinate in ferro della vecchia cittadella, oltre ai blocchi di granito utilizzati originariamente per montarvi le batterie d'artiglieria e sostenere le strutture.